# Pietro Ziani (Doge)

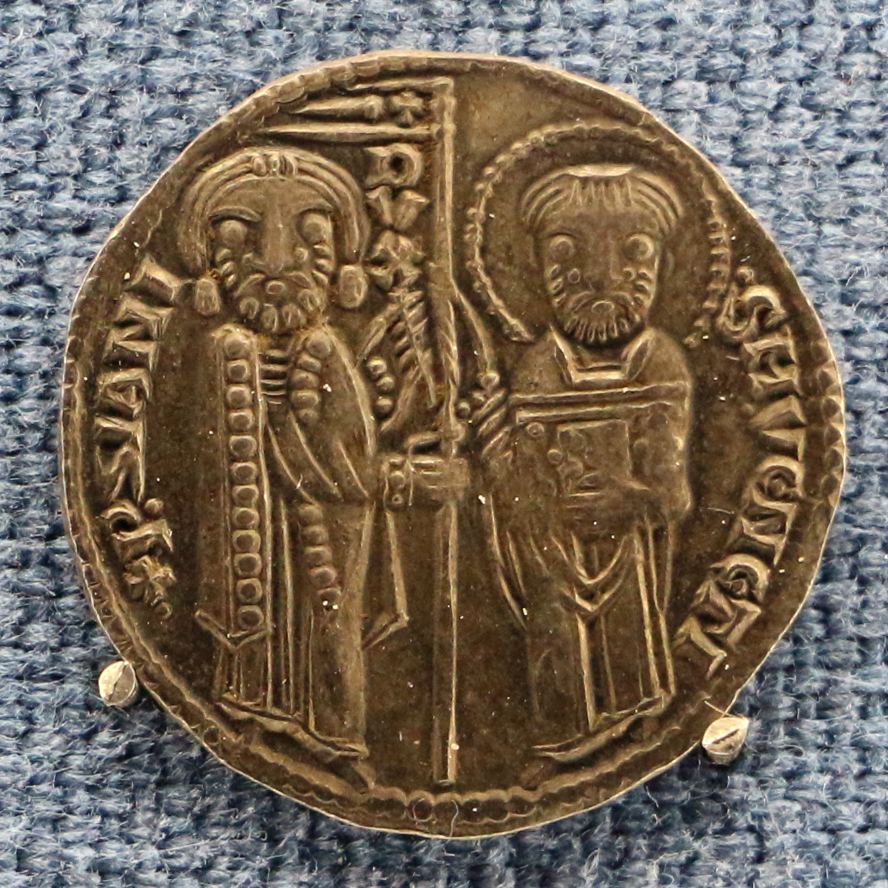
Ein Grosso, eine Silbermünze aus der Zeit Pietro Zianis („P.SIANI DVX“), bildet den Dogen nebst dem hl. Markus ab („SMVENETI“). Als Bildprogramm übernahm man bis in Einzelheiten dasjenige seines Vorgängers Enrico Dandolo, dessen Name auf das Engste mit dem Vierten Kreuzzug verbunden ist.

Pietro Ziani (* ca. 1153/1155; † 14. März 1229 in Venedig) war vom 5. August 1205 bis zum 26. Februar 1229 der 42. Doge von Venedig. Die dieser Zählweise zugrundeliegende, häufig als Tradition bezeichnete Konvention der venezianischen Geschichtsschreibung, gilt, wie viele ihrer Behauptungen, als widerlegt. Er war einer der Söhne des Dogen Sebastiano Ziani (1172–1178), der mit dem Friedensschluss von Venedig zwischen Kaiser und Papst auf der höchsten politischen Ebene agierte, und der zugleich einer der vermögendsten Familien Venedigs entstammte.
In seiner Amtszeit bewältigte Pietro Ziani weitgehend die Probleme, die der für Venedig siegreiche Ausgang des Vierten Kreuzzugs mit sich brachte: Gründung und Ausbau des venezianischen Kolonialreiches in der Levante, Kämpfe gegen die Rivalen Genua und Pisa sowie gegen das Kaiserreich Nikaia um die Kontrolle des Handels in der Ägäis und im Schwarzen Meer, Vertragsabschlüsse mit einer Reihe von Reichen im östlichen Mittelmeer. Im Gegensatz zu seinem Nachfolger dehnte er den Einfluss Venedigs auf das oberitalienische Festland stark aus. 
Zugleich baute er die Ämterstruktur aus, die später so kennzeichnend für Venedig sein sollte. Dazu gehörten auch eigene Gerichte und Sondergremien, ebenso wie eine Intensivierung schriftlicher Verwaltung und der Aufzeichnung, Aufbewahrung und Ordnung von Aufzeichnungen der Ratsgremien – diese wiederum schufen eine stark erweiterte Quellengrundlage, so dass die historischen Erkenntnismöglichkeiten erheblich anwachsen. Damit setzte sich aber vor allem ein schriftkultureller Aufschwung durch, der auch im übrigen Oberitalien die Staatswesen und die Gesellschaften veränderte, lange bevor diese Gebräuche sich auch im übrigen Mittelmeerraum und in Nordeuropa durchsetzten.

## Familie
Pietro Ziani entstammte einer venezianischen Familie, die in kurzer Zeit zwei Dogen stellte, nämlich Pietro selbst und seinen Vater Sebastiano. Nach einem allmählichen sozialen und wirtschaftlichen Aufstieg seit der zweiten Hälfte des 11. Jahrhunderts kam der Familie nur im 12. und 13. Jahrhundert politische Bedeutung zu. Sie hatte ihren Sitz im Pfarrbezirk Santa Giustina und verfügte über sehr großen, geradezu sagenhaften Reichtum. Jacopo Filiasi behauptet in seinem 1796 und 1811 erschienenen Opus Memorie storiche de' Veneti primi e secondi, aus einer Chronik in Volgare, der venezianischen Volkssprache, sei zu entnehmen, dass der legendäre Reichtum des Ziani auf Gold zurückgehe, das in Altinum gefunden worden sei, einer der Vorgängerstädte Venedigs am Nordrand der Lagune von Venedig. Tatsächlich wurde dort 1956 ein Siegel gefunden („Petrus Dux Veneciarum“), das möglicherweise Pietro Ziani gehörte.
Letzter bedeutender Vertreter der Ziani war der jung verstorbene Marco, Sohn des Dogen Pietro. Nach seinem Tod im Jahr 1254 gab es nur noch unbedeutende Nebenlinien der Familie. Die venezianischen Opernkomponisten des späten 17. Jahrhunderts Pietro Andrea Ziani (1616–1684) und Marc’Antonio Ziani (1653–1715) haben mit der Dogenfamilie nichts zu tun. Nicht zu verwechseln mit der Familie Ziani sind die venezianischen Adelsfamilien Zeno oder auch Geno und Zane.
Pietro war wohl der ältere Sohn des Sebastiano Ziani und seiner Ehefrau Froyza; seine Geschwister waren Giacomo und Mabiliota. Pietro führte gemeinsam mit seinem Bruder ab Januar 1173 die Geschäfte seines Vaters, der wenige Monate zuvor zum Dogen gewählt worden war – in diesem Jahr taucht Pietro Ziani zum ersten Mal in den Quellen auf. 
Pietro Ziani war zwei Mal verheiratet. Mit seiner ersten Frau, einer Venezianerin namens Maria, hatte er keine Söhne. Ihr, der „Maria dukissa“, schreibt der unbekannte Verfasser (und Anhänger Zianis) der Historia ducum, den Beinamen Basilio zu („Maria dukissa, de domo Basiliorum“). Nach der Cronaca Veneta detta Altinate, so meint Holly S. Hurlburt, starb sie 1213, im selben Jahr, in dem der verwitwete Doge erneut heiratete.
In fortgeschrittenem Alter heiratete Ziani, da er keine Kinder hatte, zum zweiten Mal, nämlich Constanze, eine der Töchter Tankreds, des letzten Normannenkönigs von Sizilien (1190–1194). In der Historia ducum Venetorum heißt es: „de consilio sapientum, quia prole carebat, Constanciam nobilissimam dominam, illustris Tancredi regis Sycilie [filiam duxit uxorem de qua] filium suscepit et filias in senectute sua“. Ihr gemeinsamer Sohn Marco starb im Februar 1254 im Alter von etwa 30 Jahren. Auch hatte das Paar zwei Töchter. Maria heiratete einen Angehörigen der Familie Barozzi; sie starb vor 1254. Ihre Schwester „Markesina“ heiratete Marco Badoer. Sie war schließlich die Alleinerbin des riesigen Familienvermögens, als sie Witwe wurde. Marchesina wurde recht alt, denn sie lebte noch zu Anfang des 14. Jahrhunderts.

## Bis zur Wahl zum Dogen
Im Jahre 1185 lösten die Brüder ihre Wirtschaftsgemeinschaft, eine fraterna societas auf, wie sie in Venedig häufig bestand. Der immobile Besitz war bereits 1177 aufgeteilt worden, jeder wirtschaftete fortan allein. Zwischen 1174 und 1202 konzentrierte sich Pietro auf den Levantehandel, an dem er persönlich partizipierte, aber auch entsprechende Unternehmungen finanzierte. Er verfügte daneben über reichen Grundbesitz im Stadtzentrum Venedigs (Mietshäuser), auf den Inseln der venezianischen Lagune (Salinen, Weinberge) und dem Festland (Hofstellen, Mühlen).
Seine politisch-militärische Laufbahn begann sehr früh. Anscheinend nahm er 1173 an der Belagerung von Ancona teil. Anlässlich der Friedensverhandlungen zwischen Friedrich Barbarossa und Papst Alexander III. in Venedig geleitete er, gemeinsam mit seinem Bruder, den Papst in feierlicher Prozession vom Kloster San Nicolò di Lido in das Machtzentrum der Stadt.
Bereits 1179 beriet er den neuen Dogen und Nachfolger seines 1178 verstorbenen Vaters, Orio Mastropiero, einen alten Freund Sebastianos, wie ein Dokument erweist, das er in diesem Jahr unterzeichnete. 1181 nahm er erneut an einem Kriegszug, diesmal gegen Zara in Dalmatien teil.

26 m hoher Glockenturm des Doms auf der Insel Rab, 13. Jahrhundert, fotografiert 1937

1184 war er Gesandter des Dogen Orio Mastropiero in Konstantinopel, gemeinsam mit dem späteren Dogen Enrico Dandolo und mit Domenico Sanudo. Die drei Männer erhielten den schwierigen Auftrag, die seit 1171 abgebrochenen Beziehungen mit Byzanz wiederherzustellen. In einem langwierigen Prozess konnte dies 1185 erreicht werden.
Piero war iudex, also hoher Amtsträger der Stadt und politischer Berater des Dogen, in verschiedenen Jahren zwischen 1186 und 1203. 1187 partizipierte er mit einer vergleichsweise bescheidenen Summe an einer der frühen Staatsanleihen (prestiti), nämlich mit 90 libra. Sein Bruder hingegen brachte dafür 1000 libra auf. Die Staatsanleihe sollte der Finanzierung eines neuerlichen Kriegszuges gegen Zara dienen. 1192 gehörte er zum Wahlkollegium, das Enrico Dandolo zum Dogen wählte. 
1184 bis 1197 war Ziani Vogt des Klosters San Giorgio Maggiore, und auch zum Kloster San Zaccaria unterhielt er engen Kontakt, wie ein Dokument aus dem Jahr 1195 belegt. 
Von Dezember 1189 bis zu seiner Wahl zum Dogen im Jahr 1205 war er Comes von Arbe, also etwa Graf der Insel Rab, die Venedig seit langer Zeit versuchte, seiner Herrschaft zu unterstellen. Auf dieser dalmatinischen Insel folgte er Nicolò Michiel im Amt, dem Sohn des 1172 ermordeten Dogen Vitale Michiel II. Vom 29. Juni 1201 bis Juni 1202 war er Podestà der venezianischen Nachbarstadt Padua.
Am Vierten Kreuzzug, der 1202 Richtung Zara aufbrach, das erobert wurde, nahm er nicht teil. Als Ranieri Dandolo, der Sohn des Enrico Dandolo, den er in Venedig während seiner Abwesenheit als Vizedoge vertrat, noch im Amt war, saß Pietro Ziani im Frühjahr 1205 im Kleinen Rat, einem kleinen, dem Machtkern Venedigs am nächsten stehenden Gremium.

## Dogenamt

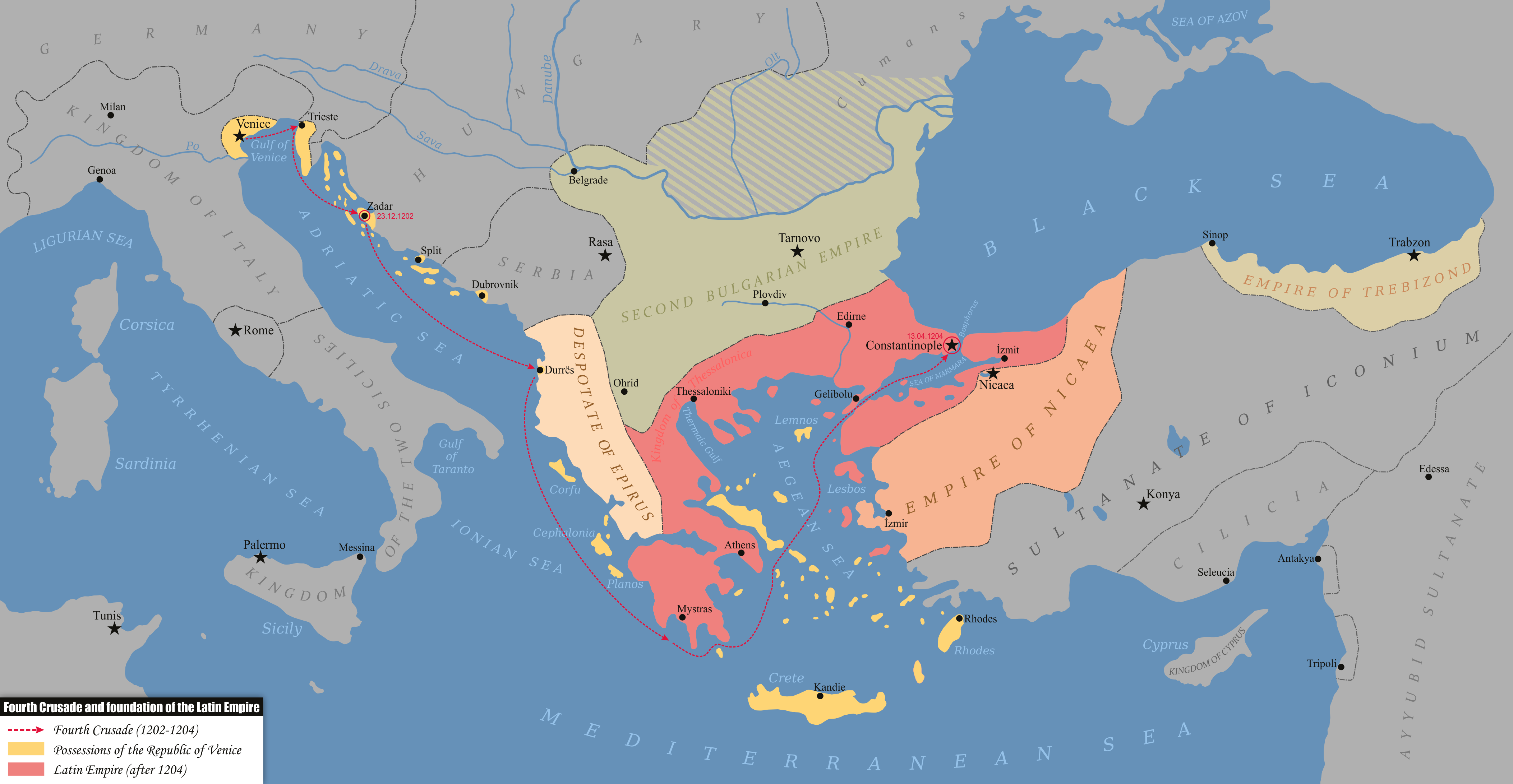
Vierter Kreuzzug und Gründung des Lateinischen Kaiserreichs, dazu die Kaiserreiche Nikaia und Trapezunt sowie der Despotat Epirus, dazu die Nachbarreiche; die graduellen Unterschiede in der Beherrschung der Ägäisinseln bis hin zu unabhängigen venezianischen Familien sind hier nicht kenntlich gemacht.

Am 5. August 1205 wurde Pietro Ziani durch ein Kollegium von 40 Elektoren zum Dogen gewählt, als Nachfolger Enrico Dandolos, unter dessen maßgeblicher Beteiligung Kreuzfahrer die Städte Zara und Konstantinopel während des Vierten Kreuzzugs erobert hatten. Enrico Dandolo war im Juni in hohem Alter gestorben, sein Sohn folgte ihm nicht, wie es in früheren Zeiten der Fall gewesen war, im Amt nach.
Pietro Ziani machte angeblich den gewagten Vorschlag, Venedig nach Konstantinopel zu verlegen, da dessen Lage strategisch ungleich günstiger war, als die der vom Land und vom Meer gleichermaßen bedrohten Lagunenstadt. Der Große Rat lehnte den Vorschlag angeblich mit nur einer Stimme Mehrheit ab.

### Wiederanbindung der Venezianer in Konstantinopel, Innenpolitik
Bald zeigten sich die politisch und vor allem ökonomisch bedeutenden Veränderungen, die der Vierte Kreuzzug in Venedig herbeigeführt hatte, in allen Gesellschaftsbereichen. Zunächst gehörten zu den neuen Eroberungen neben einer Reihe von Handelsstützpunkten vor allem die Insel Kreta. Diese Insel wurde aber nicht nur von fern gesteuert, sondern auch durch Venezianer in Besitz genommen, von denen mehrere Tausend nach Kreta umsiedelten. Den Handel im Lateinischen Kaiserreich, nun vielfach von Venedig monopolisiert, dominierten die führenden Familien der Stadt.
Die erste Aufgabe des Dogen war nun, sich den neuen Realitäten in den dortigen Gebieten zu widmen. So hatten die in Konstantinopel ansässigen Venezianer, die größte Autonomie genossen, am 5. August 1205 einen Mann namens Marino Zeno zu ihrem podestà und dominator eines Viertels und einer Hälfte der Romania bestimmt, also des Gebietes des einstmaligen Byzantinischen Reiches. Damit maßte er sich Vorrechte an, die bis dahin nur dem Dogen zugestanden hatten. Ziani reagierte, indem er die Macht des Podestà ausschließlich auf Konstantinopel begrenzte. In einem zweiten Schritt entsandte er 1207 Ottaviano Querini, der Marino Zeno auf seinem Posten ersetzte. Die von Zeno angemaßten Titel übernahm nun der Doge selbst – diese trugen die Dogen bis Mitte des 14. Jahrhunderts, obwohl das Lateinische Kaiserreich bereits 1261 wieder verschwand.
Gleichfalls im Jahr 1207 kam es zu einer erheblichen Umwälzung. Mit Zustimmung der iudices und sowohl des Kleinen wie des Großen Rates wurden nun die wichtigsten Organe einem zweistufigen Wahlverfahren unterworfen, ähnlich wie dies seit 1172 für die Dogenwahl galt. Damit intensivierte sich die Kontrolle Venedigs über sein Kolonialreich und dessen Vertreter vor Ort.
In den folgenden Jahren kam es zu erheblichen Umgestaltungen der administrativen Strukturen, bei denen nun der Gebrauch der Schrift eine immer wichtigere Rolle übernahm. Es begann ein komplexes System von Ämtern zu entstehen, dazu kamen zwei neue Ratsgremien. Diese waren die Quarantia, die erstmals 1223 in den Quellen erscheint, und die Rogati, die gegen Ende der Herrschaftszeit Pietro Zianis erscheinen, und die später den Senat bildeten. So schuf man ein neues Rechts- und Organisationsfundament für die immer umfangreicher und komplexer werdenden inneren und äußeren Beziehungen. 1213 brachte Ziani die venezianische Gesetzgebung auf ein neues Niveau, denn er übernahm die von seinen Vorgängern aufgestellten Normen und man schuf in den Jahren 1223 und 1226 eine umfangreiche Redaktion von Statuten. In den letzten Amtsjahren schuf man zudem die ersten Normen für den Bereich des Seerechts.
1224 wurde unter Ziani die erste venezianische Gewässerbehörde eingerichtet, die nach 1500 in das collegio solenne delle acque überging. Ihre Aufgabe war es, die Kanäle von Schlamm freizuhalten und für deren Schiffbarkeit zu sorgen.
1226 holte er die Franziskaner nach Venedig und er war der Gründer des Hospizes San Lazzaro für die Leprakranken.

### Außenpolitik, koloniale Expansion
Die militärische Beteiligung an den zahlreichen Konflikten, die der Kreuzzug ausgelöst hatte, blieb in den ersten Herrschaftsjahren sehr begrenzt. Ziani beschränkte sich auf die Sicherung derjenigen Gebiete, die Venedig zugesprochen worden waren, ohne die Kräfte der Stadt zu überspannen.

Die Ausdehnung des Despotats Epirus zu Lasten des Lateinischen Kaiserreichs zwischen 1205 und 1230

1206 brach eine Flotte unter dem Kommando des ehemaligen Vizedogen Ranieri Dandolo und des Ruggero Premarino nach Korfu auf, um die Insel zu erobern. 1207 folgten die Häfen von Koron und Modon im äußersten Südwesten der Peloponnes. Dann erfolgten die ersten Schritte zur Eroberung von Kreta. Doch diese zog sich über mehr als ein halbes Jahrzehnt hin. Die Inselbewohner leisteten, mit Unterstützung der Genuesen, erheblichen Widerstand. Erst mit der Ausgabe von Gütern an Venezianer, die feudatores, die auf die Insel verteilt wurden, gelang die Unterwerfung. Die Insel wurde, analog zur Aufteilung Venedigs, in sestieri aufgeteilt. Die neuen Herren der Güter waren verpflichtet, auf Aufforderung Venedigs Kontingente für die Flotte zu stellen, oder Weizen zu von Venedig bestimmten Preisen zu liefern. Doch in den meisten von Venezianern eroberten Gebieten, vor allem den Inseln der Ägäis, ließen sich nur Treueide durchsetzen. So etwa auf Euböa und Teilen des Peloponnes. Die Mehrheit der Inseln unterstand nun venezianischen Familien, die die Oberhoheit Venedigs nicht anerkannten, ebenso wenig, wie die des lateinischen Kaisers.
Doch ging weder von diesen lokalen Herren, noch von den wieder erstarkenden byzantinischen Teilreichen größere Gefahr für Venedig aus, sondern von den konkurrierenden Handelsstädten Pisa und Genua. Ab 1206, endgültig dann 1214 gelang es jedoch, ein Abkommen zu schließen. 1218 gelang es, den Piratenkrieg mit Genua durch einen Vertrag zu beenden. Dieser sicherte Venedig die Handelsfreiheit im Lateinischen Kaiserreich.
Weniger konfliktreich waren die Verhältnisse im übrigen östlichen Mittelmeer. Dem Podestà von Konstantinopel, Giacomo Tiepolo, gelang es, mit den Seldschuken unter Kai Kobad I. im Jahr 1220 im Namen des Dogen einen Vertrag abzuschließen. Tiepolos Nachfolger Marino Michiel gelang es 1223, den lateinischen Kaiser Robert de Courtenay zu einem Eid auf die Einhaltung der Verträge mit Venedig zu bewegen. Seit 1208 bestand bereits ein Vertrag mit az-Zahir Ghazi, dem Sultan von Aleppo, ebenso wie mit al-Adil I., dem Sultan von Kairo seit 1217. Damit stand dem venezianischen Fernhandel der östliche Mittelmeerraum offen. Dies gilt als Ursache dafür, dass sich Venedig allen Bemühungen entzog, es für eine Teilnahme an dem Kreuzzug gegen Syrien oder Ägypten zu gewinnen, dem Kreuzzug von Damiette.
Im Gegensatz dazu entfaltete sich in der Adria ein seit langem schwelender Konflikt mit Zara, das sich im Jahr 1183 Ungarn unterstellt hatte. Schon 1202, unter Enrico Dandolo, eroberte das von ihm mit geführte Kreuzfahrerheer die Stadt. Doch zog sich der Konflikt um die Stadt bis 1216 hin. Pietro Ziani gelang es in diesem Jahr mit König Andreas II. von Ungarn zu einem Friedensschluss zu gelangen. Dennoch hielt er 1225 eine weitere Flottenexpedition für notwendig, um die Ostküste der Adria bis Korfu besser kontrollieren zu können.
Auf dem oberitalienischen Festland blieb die venezianische Politik ihrer traditionellen Linie einer Erneuerung der vorhandenen Privilegien seitens des Römisch-deutschen Reiches treu. So bestätigte Otto IV. im Jahr 1209 diese Vorrechte, ebenso wie Friedrich II. im Jahr 1220.
Hingegen kam es mit einigen Städten Oberitaliens zu heftigen Spannungen. Dies hing zum einen damit zusammen, dass Venedig versuchte, den Handel innerhalb der Adria auf seinen Markt zu konzentrieren. Dazu isolierte Venedig Städte wie Ancona und ließ mittels Schiffspatrouillen die Flussmündungen überwachen. Alle Waren sollten zuerst die Lagune von Venedig passieren. Zum anderen verlangte Venedig für seine Getreidehändler Vorrechte, die zuweilen die Versorgungslage der benachbarten Städte gefährdeten. Dies wiederum hing damit zusammen, dass einige Familien, oftmals reich geworden durch die Plünderung Konstantinopels, große Summen in Landkäufe investiert hatten, Ländereien, von denen sie wiederum Ausfuhrrechte verlangten, als handelte es sich um Grund der Serenissima. Auch Klöster waren hier stark engagiert.
Ein Mittel, auf dem Festland Einfluss zu gewinnen, war dabei das Amt des Podestà in verschiedenen Festlandsstädten. Damit hatte der Doge reichlich Erfahrung, denn er war ja selbst in diesem Amt tätig gewesen, nämlich 1202 in Padua. So kam es zu oftmals einseitigen vertraglichen Abmachungen mit Städten der Romagna, der Marken, aber auch mit dem Patriarchen von Aquileia. Padua erlitt eine schwere Niederlage am Torre delle Bebbe. Erst sein Nachfolger wandte sich wieder von dieser stark auf Oberitalien ausgerichteten Politik ab und einer fernhandels- und überseeorientierten Politik zu.

### Erkrankung und Testament, Abdankung und Tod (1228/1229)
Zu Anfang des Herbstes 1228 erkrankte der Doge. Im September ließ er sein Testament aufsetzen, in dem er fast hundert venezianische Kirchen, Klöster und Hospitäler, aber auch zahlreiche Verwandte und Freunde bedachte. Haupterbe war sein noch minderjähriger Sohn Marco. Bereits im Oktober war er seinen Regierungsgeschäften nicht mehr gewachsen, so dass er als Vertreter Teofilo Zeno einsetzen ließ. Am 26. Februar 1229 dankte der Doge ab. Eine spätere Legende berichtet, Ziani habe sich geweigert, seinen am 6. März gewählten Nachfolger wegen Unregelmäßigkeiten bei der Wahl zu empfangen, obwohl die beiden Männer seit beinahe vier Jahrzehnten zusammengearbeitet hätten.
Am 14. März 1229 verstarb er. Beigesetzt wurde er in der Kirche des Klosters San Giorgio Maggiore im Sarkophag seines Vaters.

## Siehe auch

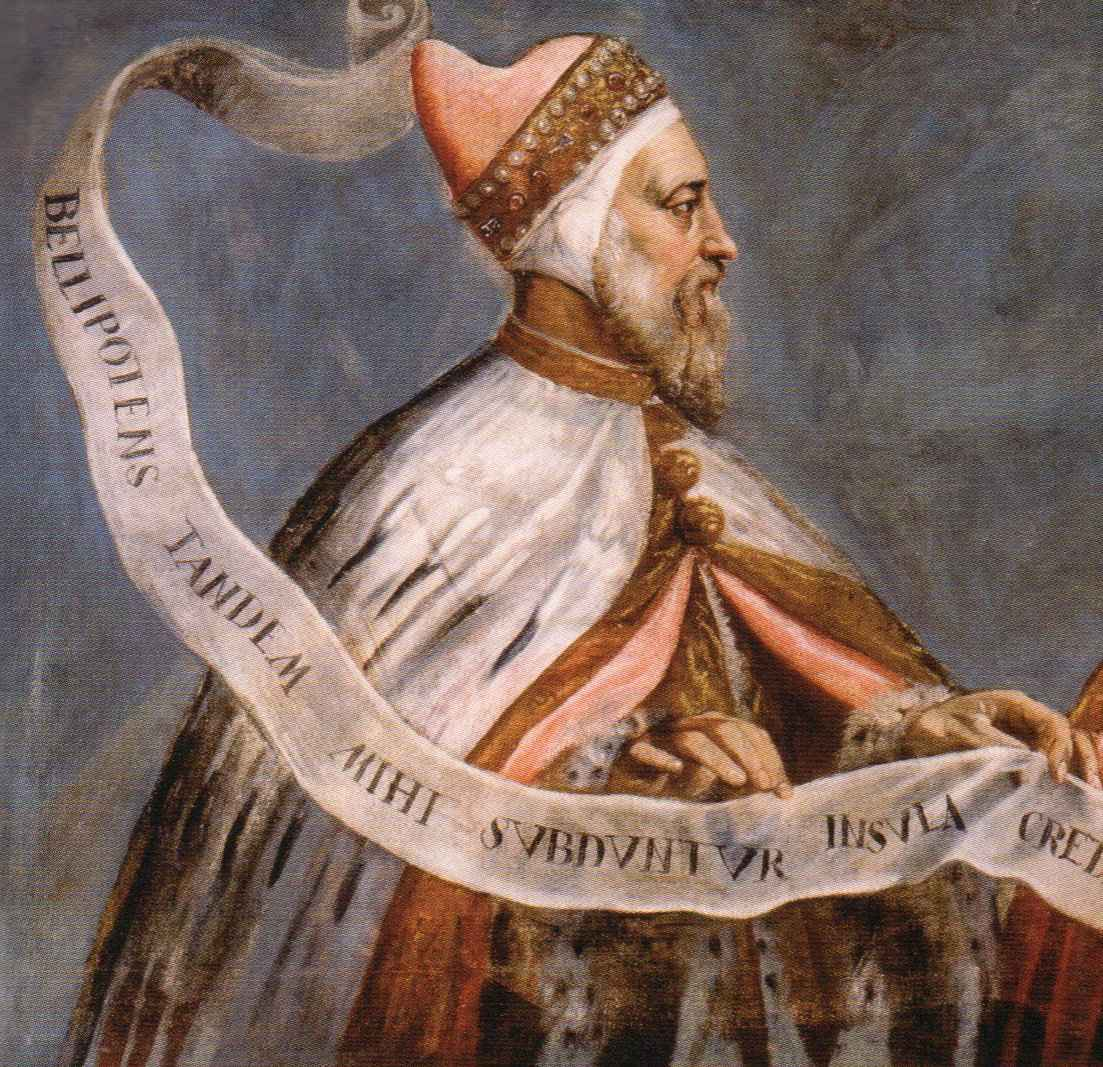
Domenico Tintoretto: Darstellung des Dogen im Dogenpalast, die in einem Spruchband seine Verdienste hervorhebt. Das Bildnis ist eines der 38 Doppel-Dogenporträts im Saal des Großen Rates.

### Rechtsetzende Quellen

#### Venedigs Gremienregister, Machtinstanzen
- Marco Pozza: Gli Atti originali della cancelleria veneziana, Bd. II, Il Cardo, Venedig 1994, S. 23–25, 30 f., 33 f., 36, 38, 40, 42–49, 53, 55, 57 f., 60, 62, 64, 66 f., 73, 76–78, 81, 84.
- Vittorio Lazzarini (Hrsg.): Lettere ducali veneziane del secolo XIII. ‘Litterae clausae’, in: Raffaello Morghen (Hrsg.): Scritti di Paleografia e Diplomatica in onore di Vincenzo Federici, Olschki, Florenz 1944, S. 225–239 (die beiden litterae clausae, Briefe des Dogen, stammen aus den Jahren 1206 und 1229).
- Gisella Graziato (Hrsg.): Le promissioni del doge di Venezia dalle origini alla fine del Duecento, Venedig 1986, S. 5.
- Roberto Cessi (Hrsg.): Acta Consilii Sapientum, in: Ders. (Hrsg.): Deliberazioni del Maggior Consiglio di Venezia, 3 Bde., Bd. I, Bologna 1950, S. 251, 254, 259, 263.
- Roberto Cessi (Hrsg.): Liber Communis qui vulgo nuncupatur «Plegiorum», in: Ders. (Hrsg.): Deliberazioni del Maggior Consiglio di Venezia, I, S. 165 f., 168, 172, 176–186, 189 f., 196–199, 203 f., 206, 213 f. (erste Edition des Liber Plegiorum im Archivio Veneto 2 (1872))
- Bianca Lanfranchi Strina (Hrsg.): Codex Publicorum (Codice del Piovego), Bd. I, Venedig 1985, S. 44, 142 f., 153–155, 174 f., 232–234, 289, 379, 422, 738 f., II, 2006, S. 132, 352, 377, 399 f., 408, 532 f., 541.
- Sergio Perini: Chioggia medievale. Documenti dal secolo XI al XV, Sottomarina 2006, II, 1, S. 133, 139, 182, 186, 224, 241, 243, 245, 249, 257, 259–261, 263 f., 269 f., 271 f., 275 f., 285, 312 f., 366–369, 389, 428, 463, 465, 516, 608, 611.

#### Handelsdokumente
- Gottlieb Lukas Friedrich Tafel, Georg Martin Thomas (Hrsg.): Urkunden zur älteren Handels- und Staatsgeschichte der Republik Venedig (=Fontes Rerum Austriacarum, Abt. II. Diplomataria et Acta), 3 Bde., Bd. I,  Wien 1856, S. 548, 550, II, 1856, S. 4, 11, 15 f., 26, 47 f., 55, 64, 90, 93, 97, 119 f., 123, 125, 130, 136 f., 141, 146, 149, 175, 180, 190 f., 195–197, 210, 216, 234 f., 248, 251, 256, 261.
- Gino Luzzatto (Hrsg.): I prestiti della Repubblica di Venezia (Sec. XIII-XV), Padua 1929, S. 13, 25–29.
- Raimondo Morozzo della Rocca, Antonino Lombardo (Hrsg.): Documenti del commercio veneziano nei secoli XI–XIII, 2 Bde., Turin 1940, I, S. 257, 262, 275 f., 284 f., 287, 294, 296 f., 323, 381, 406 f., II, S. 24 f., 50–52, 69, 80, 100, 123, 126 f., 133, 145, 162, 165, 169 f., 323.
- Raimondo Morozzo della Rocca, Antonino Lombardo (Hrsg.): Nuovi documenti del commercio veneziano nei secoli XI–XIII, Turin 1953, S. 32, 34, 36 f., 39 f., 59–61.

#### Klosterbestände
- Luigi Lanfranchi (Hrsg.): S. Lorenzo di Ammiana, Venedig 1947, S. 107–109, 112 f., 126.
- Eva Malipiero Ucropina (Hrsg.): Ss. Secondo ed Erasmo, Venedig 1958, S. 55–57, 111.
- Franco Gaeta: S. Lorenzo (853-1199) (=Fonti per la Storia di Venezia, 2), Venedig 1959, S. 88, 90.
- Lina Frizziero (Hrsg.): San Maffio di Mazzorbo e Santa Margherita di Torcello, Florenz 1965, S. 4, 11, 16 f.
- Luigi Lanfranchi (Hrsg.): S. Giorgio Maggiore, Bd. III, Venedig 1968, S. 101, 129 f., 144 f., 147, 151, 156 f., 162, 170–174, 176–182, 184 f., 220, 234, 264, 267 f., 278, 284, 307, 310, 319–322, 329, 340, 344, 348, 355, 364, 366 f., 369 f., 383, 416 f., 420, 426–429, 432, 559, 566, 568, 574, 576, 580, 591.
- Maurizio Rosada (Hrsg.): S. Maria Formosa, Venedig 1972, S. 12.
- Bianca Lanfranchi Strina (Hrsg.): Ss. Trinità e S. Michele Arcangelo di Brondolo, Bd. II, Venedig 1981, S. 349 f., 361, 375 f., 505–513, III, 1987, S. 132, 352, 377, 399 f., 408, 528, 533, 541.
- Elisabeth Santschi (Hrsg.): Benedettini in S. Daniele, Venedig 1989, S. 79–81, 87, 89 f., 92, 99, 127, 144, 157, 164.

#### Verträge mit auswärtigen Mächten
- Tadija Smičiklas (Hrsg.): Codex diplomaticus Regni Croatiae, Dalmatiae et Slavoniae, 18 Bde., Bd. II  (1102–1200), Zagreb 1904, S. 214, 260 (Digitalisat, Bd. II), Bd. III, 1905, S. 47, 55, 60, 62, 77, 81, 83, 112, 126, 136, 143 f., 163, 165, 167, 173, 179, 212, 218, 235, 237 f., 242, 254.
- Marco Pozza (Hrsg.): I trattati con Aleppo 1207–1254, Venedig 1990, S. 26–28, 31, 36, 39 f., 46.
- Maddalena Giordano, Marco Pozza (Hrsg.): I trattati con Genova 1136-1251, Rom 2000, S. 46, 48, 55, 58, 61, 69, 78 f., 93, 96 f., 116.
- Marco Pozza (Hrsg.): I patti con l’impero latino di Costantinopoli 1205-1231, Rom 2004, S. 25, 27, 56, 60, 65, 71, 74, 81, 93.
- Reinhard Härtel (Hrsg.): I patti con il patriarcato di Aquileia. 880–1255 (=Pacta veneta, 12), Rom 2005, S. 80, 87.
- Die Urkunden Friedrichs II. (= Monumenta Germaniae Historica Diplomata, 14,1). Bearbeitet von Walter Koch unter Mitwirkung von Klaus Höflinger und Joachim Spiegel und unter Verwendung von Vorarbeiten von Charlotte Schroth-Köhler, Teil 4: Die Urkunden Friedrichs II. 1220–1222, Harrassowitz, Wiesbaden 2014, S. 17.

### Erzählende Quellen
- Ester Pastorello (Hrsg.): Andrea Dandolo, Chronica per extensum descripta aa. 460-1280 d.C., (= Rerum Italicarum Scriptores XII,1), Nicola Zanichelli, Bologna 1938, S. 264, 281–291. (Digitalisat, S. 280 f.)
- Roberto Cessi, Fanny Bennato (Hrsg.): Venetiarum historia vulgo Petro Iustiniano Iustiniani filio adiudicata, Venedig 1964, S. XLI f., 2, 104, 127, 131, 144–154, 287, 309–311, 313, 335.
- Alberto Limentani (Hrsg.): Martin da Canal, Les estoires de Venise. Cronaca veneziana in lingua francese dalle origini al 1275, Olschki, Florenz 1972, S. 66–69, 72–78, 80 f., 94 f., 126 f.
- Henry Simonsfeld (Hrsg.): Historia ducum Veneticorum, MGH, Scriptores 14, Hannover 1883, S. 72–97, hier: 94–97 (partiell veraltet). (Digitalisat)
- Luigi Andrea Berto (Hrsg.) Historia ducum Venetorum (Testi storici veneziani: XI–XIII secolo), Padua 1999, S. 50 f., 72–81.
- Șerban V. Marin (Hrsg.): Gian Giacomo Caroldo. Istorii Veneţiene, Bd. I: De la originile Cetăţii la moartea dogelui Giacopo Tiepolo (1249), Arhivele Naţionale ale României, Bukarest 2008, S. 153, 161, 178–180, 182, 189 f., 194, 201, 208 (vgl. Historie venete dal principio della città fino all’anno 1382 des Gian Giacomo Caroldo). (academia.edu)

### Zu den Ziani
- Marco Pozza: Ziani, Pietro, in: Dizionario Biografico degli Italiani, Bd. 100 (2020) 687–691.
- Silvano Borsari: Una famiglia veneziana del medioevo: gli Ziani, in: Archivio Veneto 145 (1978) 27–72 und in Nuovo archivio veneto, s. 5, CX (1978) 38–50, 52, 54, 63, 65.
- Irmgard Fees: Reichtum und Macht im mittelalterlichen Venedig. Die Familie Ziani, De Gruyter, 1988.

### Abschnitte in übergreifenden Werken
- Emmanuele Antonio Cicogna: Delle Inscrizioni Veneziane, Bd. 4, Giuseppe Picotti, Venedig 1834, S. 534 f. (Digitalisat, S. 535)
- Samuele Romanin: Storia documentata di Venezia, II, Venedig 1854, S. 193–211. (Digitalisat, S. 193)
- Heinrich Kretschmayr: Geschichte von Venedig, I, Gotha 1905, S. 312, 330, 373, 465, II, 1920, S. 3, 26, 32, 35, 42, 70, 150, 163, 171, 503, 536, 550, 558, 570, 580. (Digitalisate: Bd. 1, Bd. 2, S. 3)
- Andrea Da Mosto: I dogi di Venezia con particolare riguardo alle loro tombe, Venedig [1939], S. 17, 54 (Erwähnung, der Staub Sebastiano Zianis und Pietros sei noch im Grabmal entdeckt worden), 61–63. (Digitalisat)
- Roberto Cessi: Politica, economia, religione, in: Storia di Venezia, II: Dalle origini del ducato alla IV crociata, Venedig 1958, S. 274, 426.
- Andrea Da Mosto: I dogi di Venezia nella vita pubblica e privata, ND Mailand 1960, S. XXVI f., 67 f., 78–83, 86, 322.
- Giorgio Cracco: Società e stato nel medioevo veneziano, Florenz 1967, S. 13, 42, 59, 61–66, 72, 75–77, 79–82, 84 f., 87–89, 91–99, 113, 120, 135, 139, 167, 169, 177, 235, 402, 410.
- Edward Muir: Civic Ritual in Renaissance Venice, Princeton 1981, S. 88, 98, 127 f.
- Gerhard Rösch: Venedig und das Reich. Handels- und verkehrspolitische Beziehungen in der deutschen Kaiserzeit, Tübingen 1982, S. 95 (ca. 962–1250).
- Roberto Cessi: Venezia nel Duecento. Tra Oriente e Occidente, Venedig 1985, S. 1 f., 4–7, 10, 18, 30 f., 40 f., 55, 69 f., 77 f., 81, 89, 91, 93 f., 96–99, 102, 109, 152.
- Giorgio Cracco: Un ‘altro mondo’. Venezia nel medioevo dal secolo XI al secolo XIV, Turin 1986, S. 57, 63 f., 67–70.
- Gerhard Rösch: Der venezianische Adel bis zur Schließung des Großen Rats. Zur Genese einer Führungsschicht, Sigmaringen 1989, S. 94, 102, 111, 113, 135, 152, 162, 167, 202, 209, 247.